# Bisericile de lemn din Carpații Slovaciei
Bisericile de lemn din Carpații Slovaciei sunt un grup de nouă biserici construite între secolele al XVI-lea – al XVIII-lea, aflate pe lista Patrimoniului Cultural UNESCO. Grupul este alcătuit din bisericile romano-catolice din Hervartov și Tvrdošín, bisericile protestante (numite și biserici articulare) din Hronsek, Leštiny, Kežmarok și bisericile greco-catolice din Bodružal, Ruská Bystrá și Ladomirová, la care se adaugă o clopotniță din Hronsek. Aceste biserici fac parte dintr-un grup ce include alte 50 de biserici de lemn aflate pe teritoriul Slovaciei, aflate în principal în nordul și estul regiunii Prešov.

## Biserica „Sfântul Francisc de Assisi” din Hervartov
Lăcașul este de tip gotic, având o structură înaltă și îngustă, fapt neobișnuit pentru bisericile de lemn. Datând din a doua jumătate a secolului al XV-lea, construcția este cea mai veche de acest tip din Slovacia. Dușumeaua este făcută din piatră de râu, un alt fapt neobișnuit. În plină Reformă (1665) au fost adăugate picturi („Adam și Eva în Rai” și „Lupta Sfântului Gheorghe cu balaurul”). Altarul datează din anii 1460–1470, fiind restaurat în secolul al XX-lea. 

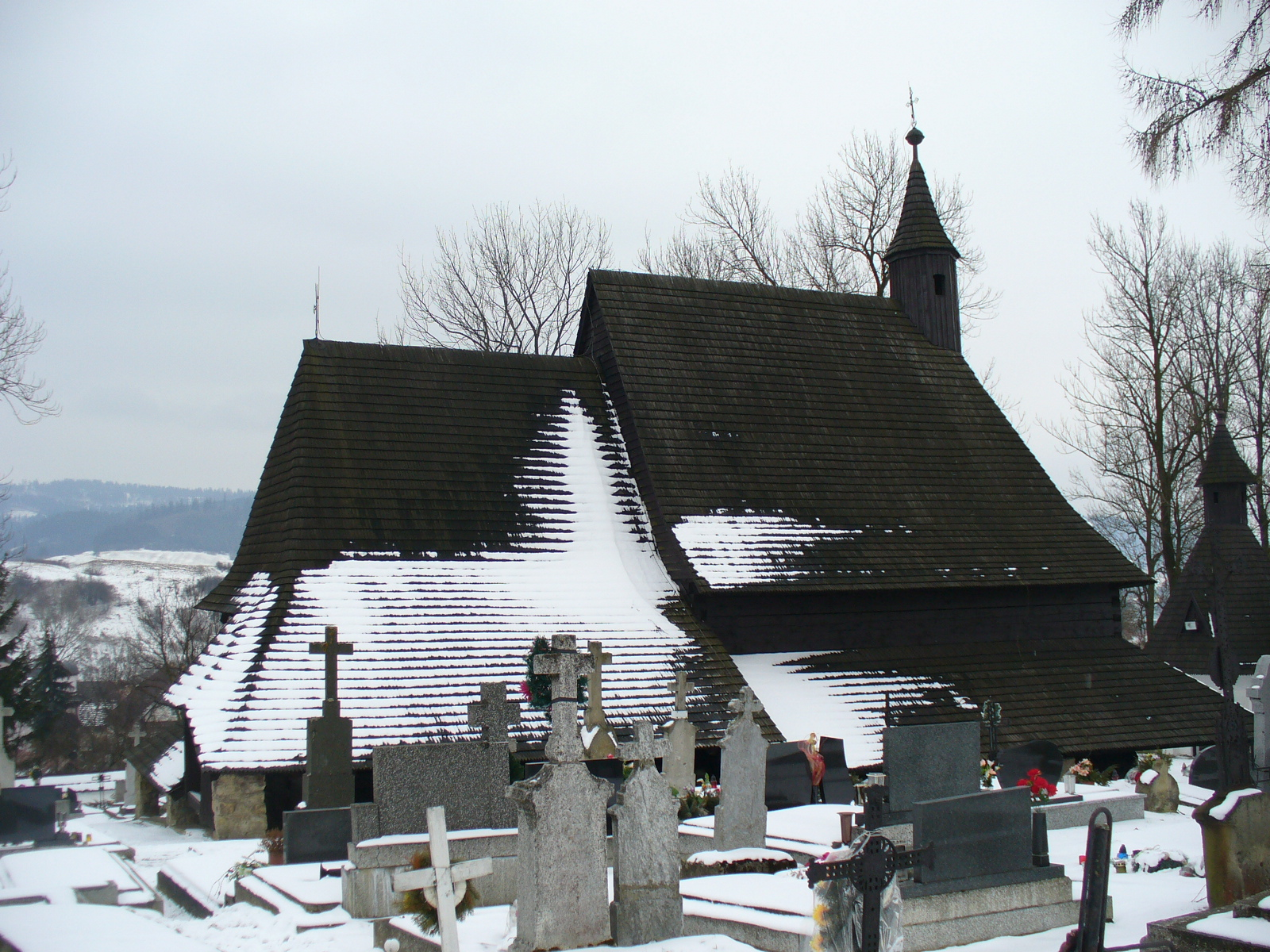
Biserica Tuturor sfinților din Tvrdošín

## Biserica Tuturor Sfinților din Tvrdošín
Lăcașul este tot de tip gotic, fiind construit în a doua jumătate al secolului al XV-lea. În secolul al XVII-lea a fost modificat în stil renascentist. Altarul dedicat tuturor sfinților datează de la sfârșitul secolului al XVII-lea și este în stil baroc. Altarul original în stil gotic dedicat sfinților Petru și Ioan Botezătorul se găsesc în Muzeul de Artă din Budapesta. În patrimoniul bisericii se găsesc mai multe obiecte de cult datând din același secol al XVII-lea. 
Restricțiile arhitectonice ale Congresului din Sopron (1681) au dus la apariția așa zisei arhitecturi articulare. Conform hotărârilor sinodului, biserica trebuia construită într-un singur an, fără componente metalice și fără turle. Construcția bisericii din Hronsek a început pe 23 octombrie 1725, fiind gata în toamna anului 1726, când a fost realizată și construcția clopotniței. Biserica are o înălțime de 8 m și formă de cruce latină cu laturile de 23 și 18 m. Elementele decorative sunt de inspirație scandinavă, ceea ce presupune participarea la construcție a unor meșteri din Norvegia sau Suedia. Altarul se compune din 6 tăblii pictate în 1771 de către Samuel Kialovič.

## Biserica evanghelică articulară din Leštiny
Această biserică din regiunea Orava a fost construită în 1688. Interiorul a fost pictat în secolele al XVII-lea și al XVIII-lea și reprezintă un ansamblu valoros. Altarul datează din secolul al XVIII-lea.

## Biserica din Kežmarok
Edificiul fost construit în 1717 și este probabil cea interesantă din cele 5 biserici articulare existente încă în Slovacia, prin valorosul ansamblu mural conservat aici ca și prin frumusețea decorațiilor în lemn. Construcția este opera meșterului Jürgen Müttermann din Poprad și are lățimea de 30,31 m, lungimea de 34,68 m, și o înălțime de 20,6 m, având o capacitate de 1500 persoane, un număr mare pentru o biserică de lemn. Pictura a început în anul 1717 și s-a întins pe mai multe decenii. Sunt reprezentați apostolii, evangheliștii și Sfânta Treime deasupra altarului. Acesta este opera meșterului Ján Lerch din Kežmarok, realizat între anii 1718 și 1727 având în centru scena Calvarului. O mare valoare are și orga, datând din 1720 și extinsă în 1729. După restaurarea de amploare din 1990 biserica s-a redeschis cultului.

## Biserica greco-catolică „Sf. Nicolae” din Bodružal

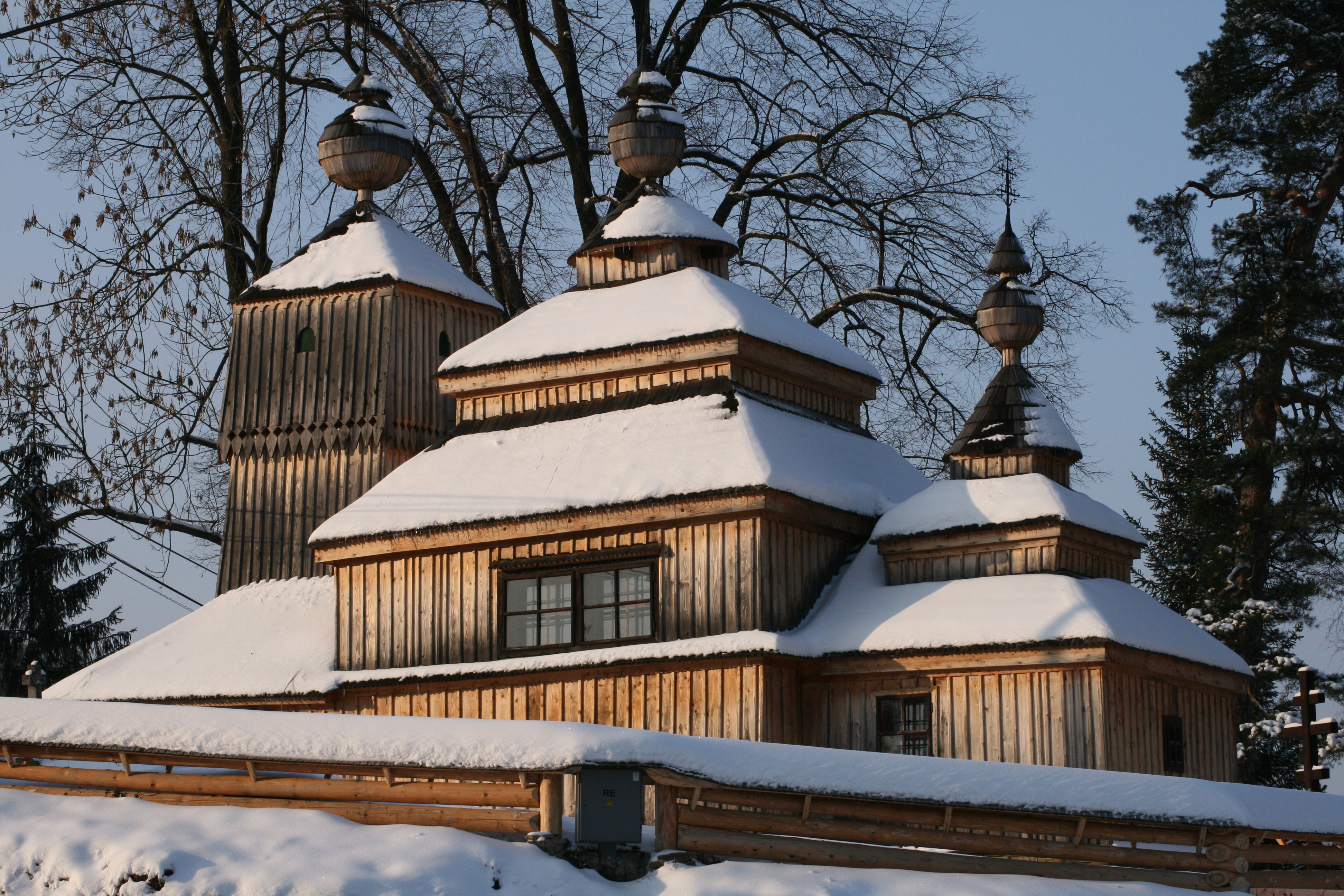
Biserica Sfântul Nicolae din Bodružal

Lăcașul datează din 1658 și este alcătuit din 3 părți în formă de pătrat interconectate de o axă est-vest având 3 turle – cea mai mare fiind clopotnița. Pe acoperiș mai apar mici turle de formă bulb cu cruci de fier. Stilul bisericii este baroc. Lângă clădire se găsește cimitirul, un turn clopotniță din secolul al XIX-lea și ziduri de piatră. Se păstrează câteva fragmente murale din secolul al XVIII-lea, iconostasul, precum și icoane din același secol. Două din turnuri au fost avariate în timpul primului război mondial, fiind reconstruite în 1920. Între 1968 și 1990 lăcașul a fost biserică simultană, fiind folosit atât de greco-catolici, cât și de comunitatea ortodoxă. În prezent aparține comunității greco-catolice.

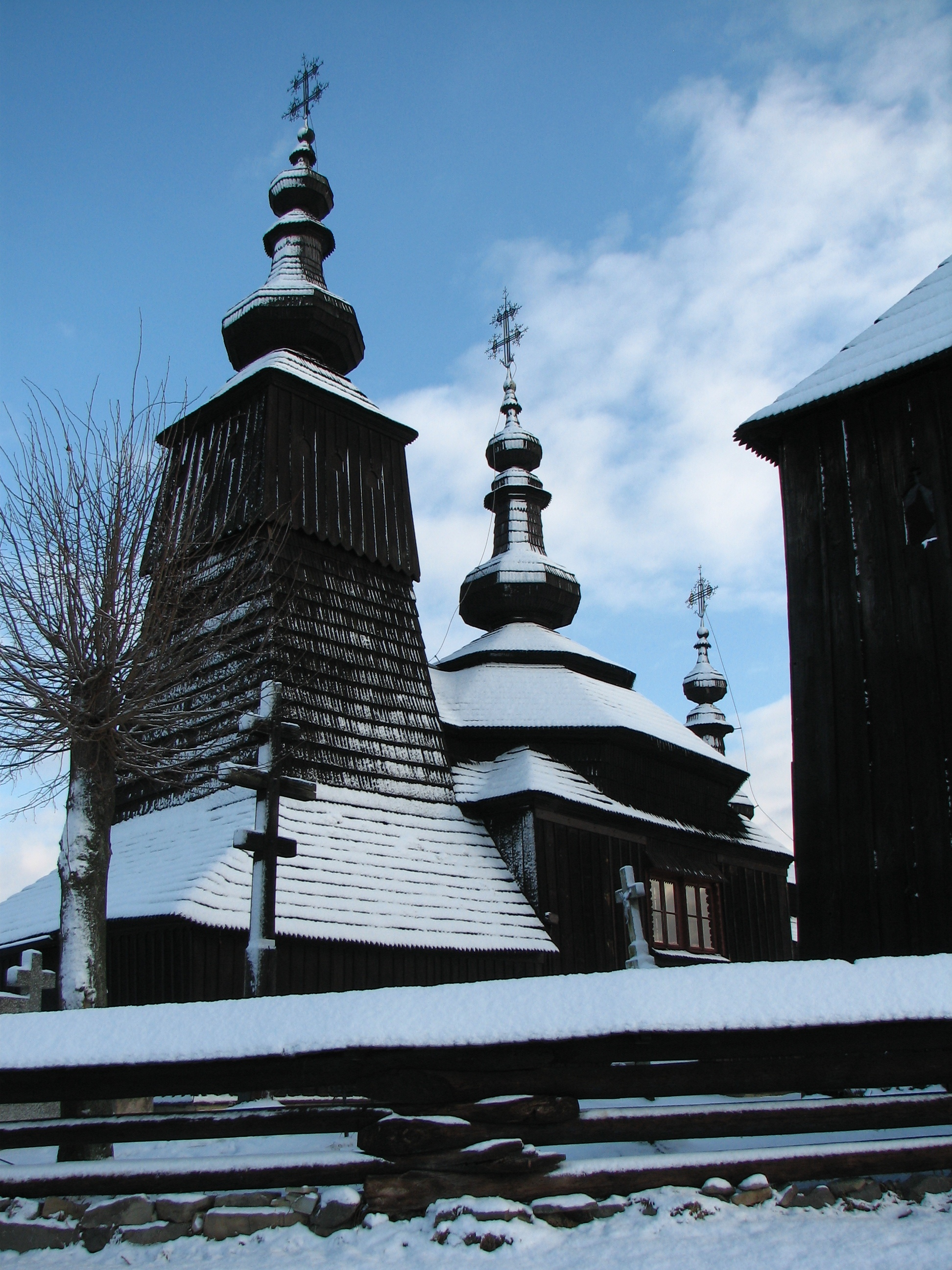
Biserica Arhanghelului Mihail din Ladomirová

## Biserica „Sfântul Nicolae” din Ruská Bystrá
Lăcașul a fost construit la începutul secolului 18 are două turle și o structură asemănătoare locuinței țărănești tradiționale. În patrimoniul bisericii se păstrează obiecte liturgice originale. 

## Biserica „Sfântul Arhanghel Mihail” din Ladomirová
Biserica a fost construită în 1742 are aceeași formă ca cea din Bodružal. Este realizată în totalitate din lemn.